# Rudolf Trüb

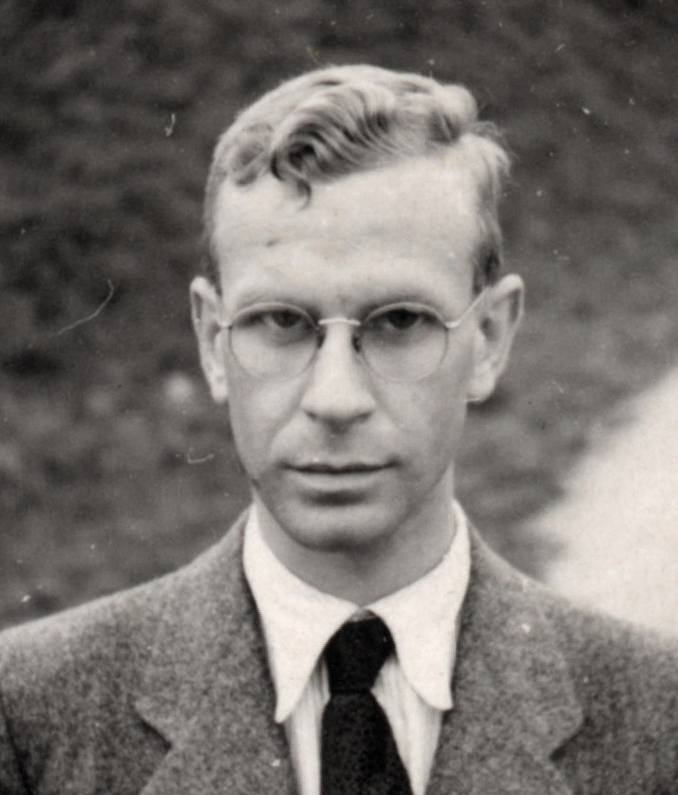
Rudolf Trüb (1922–2010), als junger Explorator für den SDS

Rudolf Trüb (* 10. Mai 1922 in Ennenda; † 28. Februar 2010 in Zollikon) war ein Schweizer Sprachwissenschafter. Er war Redaktor am Schweizerischen Idiotikon und ein massgeblicher Autor sowie Mitherausgeber des Sprachatlasses der deutschen Schweiz (SDS).

## Leben und Schaffen
Trüb wuchs als Sohn des Pfarrers Rudolf Trüb im Kanton Glarus auf. Er studierte Germanistik, Geschichte und Volkskunde an den Universitäten Zürich und Basel und schloss 1945 mit dem Lehramtsdiplom ab. 1948 wurde er bei Rudolf Hotzenköcherle promoviert, worauf er 1949 noch die Universität Marburg besuchte.

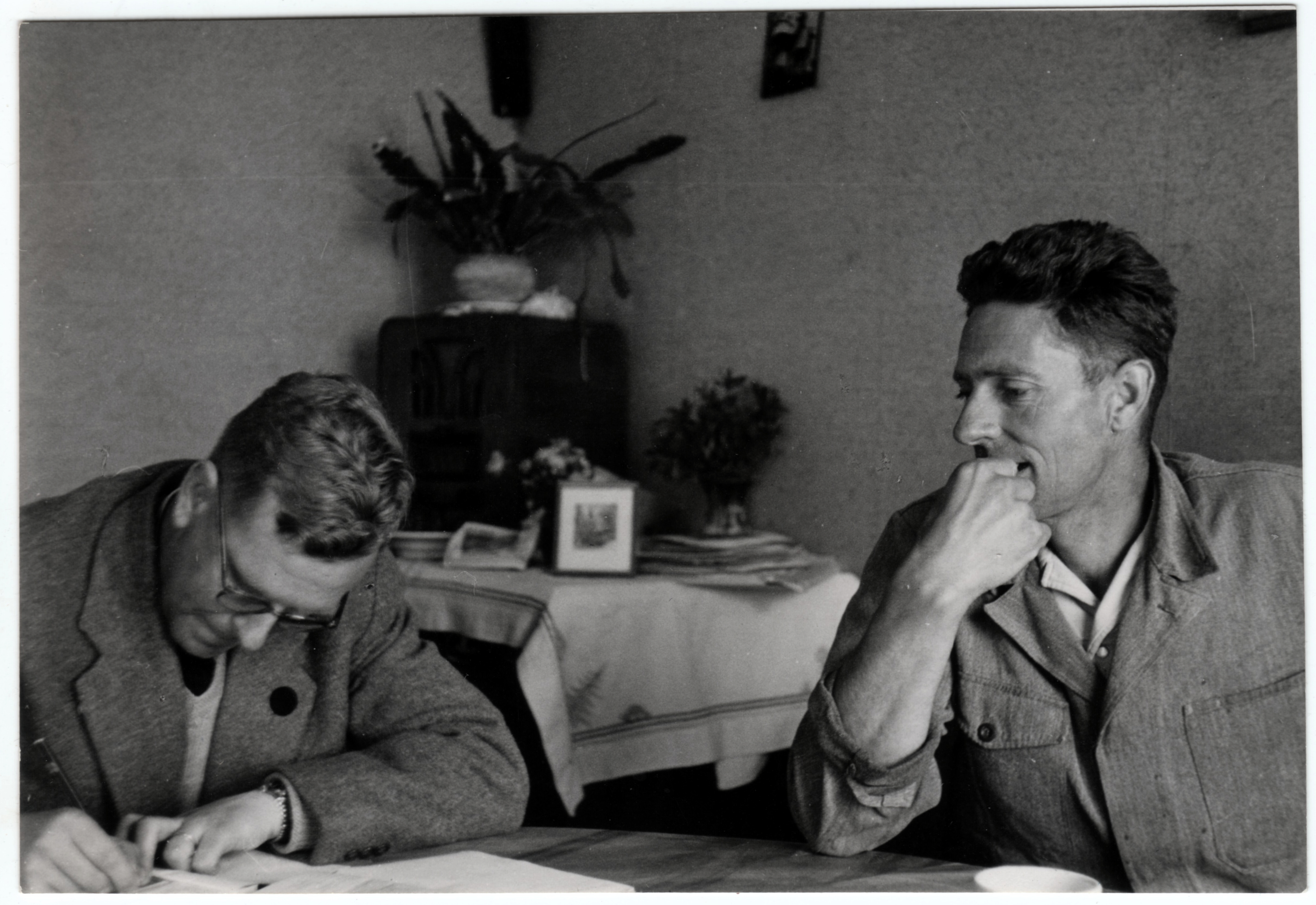
Rudolf Trüb (links) anlässlich einer Aufnahme für den Sprachatlas der deutschen Schweiz in Meggen, Kanton Luzern (1955)

1950–1952 und 1958–1959 arbeitete Trüb als Gymnasiallehrer an Zürcher Mittelschulen, und von 1957 bis 1987 war er Redaktor beim Schweizerischen Idiotikon. Zugleich wirkte er über ein halbes Jahrhundert lang für den Sprachatlas der deutschen Schweiz. Zwischen 1946 und 1958 machte er Dialektaufnahmen an 150 Orten im alpinen Gebiet, 1954 bis 1959 Tonaufnahmen zusammen mit Rudolf Brunner. 1958 bereitete Trüb zusammen mit Hotzenköcherle die Publikation vor; anschliessend war er an der Erstellung der Karten in allen acht Bänden beteiligt. Nach Hotzenköcherles Tod amtierte Trüb von 1976 bis 1997 zugleich als Leiter und Mitherausgeber. 2003 schloss er, zusammen mit seiner Frau Lily Trüb, das Werk mit einem Abschlussband ab, welcher einen Überblick über die Werkgeschichte und die Publikationsmethode sowie ein Gesamtregister über alle acht Bände enthält.
Überdies war Trüb 1960–1995 Mitarbeiter am Atlas der schweizerischen Volkskunde und 1965–1997 an der Aktion Bauernhausforschung in der Schweiz und unterstützte 1961–1980 den Deutschen Wortatlas sowie 1978–1986 den Atlas Linguarum Europae mit Schweizer Daten. In den Jahren zwischen 1975 und 1990 nahm er zahlreiche Lehraufträge an der Universität Zürich wahr. 1962 bis 1987 wirkte er als Präsident des Bund Schwyzerdütsch (heute mundartforum), in welcher Funktion es ihm ein besonderes Anliegen war, die Publikation von Schweizer Dialektwörterbüchern auf hohem Niveau zu halten.

## Ehrungen
- 1972 Paul-Zinsli-Stipendium des Mozart-Preises der Johann-Wolfgang-von-Goethe-Stiftung
- 1972 und 1984 Ehrengaben des Kantons Zürich
- 1992 wurde ihm für sein sprachwissenschaftliches Lebenswerk von der Universität Bern ein Ehrendoktorat verliehen.

## Werke
- Sprachatlas der deutschen Schweiz (SDS). Begr. von Heinrich Baumgartner und Rudolf Hotzenköcherle. In Zusammenarbeit mit Konrad Lobeck, Robert Schläpfer, Rudolf Trüb und unter Mitwirkung von Paul Zinsli herausgegeben von Rudolf Hotzenköcherle. 8 Bde. Bd. 1: Lautgeographie: Vokalqualität. Bearbeitet von Rudolf Hotzenköcherle und Rudolf Trüb (1962). Bd. 2: Lautgeographie: Vokalquantität, Konsonantismus. Bearbeitet von Doris Handschuh, Rudolf Hotzenköcherle und Rudolf Trüb (1965). Bd. 3: Formengeographie. Bearbeitet von Doris Handschuh, Rudolf Hotzenköcherle, Rudolf Trüb sowie Jürg Bleiker, Rudolf Meyer, Alfred Suter (1975). Bd. 4: Wortgeographie I: Der Mensch, Kleinwörter. Bearbeitet von Doris Handschuh, Rudolf Hotzenköcherle, Robert Schläpfer, Stefan Sonderegger, Rudolf Trüb (1969) (Bde. 5 bis 8: Herausgabe fortgeführt von Robert Schläpfer, Rudolf Trüb, Paul Zinsli).
- Sprachatlas der deutschen Schweiz. Abschlussband: Werkgeschichte, Publikationsmethode, Gesamtregister. Unter Mitarb. von Lily Trüb. Francke, Tübingen 2003.
- Wortartikel im Schweizerischen Idiotikon 1957–1987 (Bände XII–XIV).
- (zusammen mit Armin Bratschi, unter Mitarbeit von Lily Trüb, Maria Bratschi und Ernst Max Perren:) Simmentaler Wortschatz. Wörterbuch der Mundart des Simmentals. Thun 1991 (Grammatiken und Wörterbücher des Schweizerdeutschen in allgemeinverständlicher Darstellung. Band XII).
- Die Sprachlandschaft Walensee-Seeztal. Ein Beitrag zur Sprach- und Kulturgeographie der Ostschweiz. Dissertation Zürich. Huber, Frauenfeld 1951 (Beiträge zur schweizerdeutschen Mundartforschung 3).